# Gregor Foitek
 (août 2024).
Si vous disposez d'ouvrages ou d'articles de référence ou si vous connaissez des sites web de qualité traitant du thème abordé ici, merci de compléter l'article en donnant les références utiles à sa vérifiabilité et en les liant à la section « Notes et références ».
Pas d'image ? Cliquez ici
Gregor Foitek est un ancien pilote automobile suisse allemand né le 27 mars 1965 à Zurich (Suisse). Il a notamment disputé deux saisons de Formule 1 en 1989 et 1990. Il s'est qualifié à sept reprises mais n'a jamais inscrit de point, son meilleur résultat en course étant une septième place au Grand Prix de Monaco 1990.

## Biographie
Gregor Foitek est le fils de Karl Foitek, ancien pilote en sport-prototypes (notamment sur Ferrari) et en courses de côte. Karl est également devenu, une fois son casque raccroché, l'importateur officiel des automobiles Ferrari en Suisse. Son activité professionnelle florissante lui permet rapidement de pouvoir assouvir la passion de son fils pour la compétition automobile. Gregor ne traîne pas longtemps dans les formules inférieures avant de se lancer en Formule 1. Malgré sa nationalité suisse (la compétition automobile sur circuit est interdite en Suisse depuis le drame des 24 Heures du Mans 1955), il réussit à intéresser diverses écuries, mais les deniers de son père ne sont pas non plus étrangers à ces recrutements successifs.
En 1984, il dispute le championnat suisse de voitures de tourisme, qui se dispute hors des frontières nationales, au volant d'une Alfetta GTV6 avec laquelle il décroche le titre. En 1985, il termine second du championnat de Suisse de Formule Ford 2000. En 1986, il décroche un volant en championnat suisse de Formule 3, devient champion et dispute en parallèle le championnat allemand où il se classe neuvième avec une victoire.
En 1987, il participe au championnat intercontinental de Formule 3000 au sein du Markus Holz Racing mais sa saison n'est pas très brillante avec de nombreux abandons et une dixième place à Spa comme meilleur résultat. Il rempile l'année suivante, cette fois au sein de l'équipe GA Motorsports dont la particularité est d'engager, cette année-là, quatre voitures confiées à Claudio Langes, Jari Nurminen et Giovanna Amati. S'il réussit un bon début de saison en s'imposant lors de la deuxième course sur le circuit de Vallelunga, il rate sa qualification à Pau. Perdant au fur et à mesure le contact avec les leaders du championnat que sont Roberto Moreno, Pierluigi Martini et Johnny Herbert, il devient de plus en plus nerveux et se fait remarquer par de nombreux accrochages, le plus sérieux survenant à Brands-Hatch lors de la septième course de la saison où, après avoir provoqué la sortie de piste de Moreno, il accroche violemment Herbert : le carambolage qui s'ensuit impliquant la quasi-totalité du peloton. Herbert, sérieusement blessé (on craint à cet instant sa carrière terminée), doit être extrait de sa monoplace avec les chevilles brisées. Le pilote suisse finit donc la saison sous l'étroite surveillance de la commission de discipline et il lui tarde de changer de championnat.
Foitek aspire désormais à accéder à la Formule 1 mais, malgré les deniers de son père et le soutien indéfectible de son sponsor Fogal, doit faire face à de nombreuses difficultés pour décrocher un baquet : il a une réputation sulfureuse à la suite de son comportement en course et ne parle qu'allemand. En 1989, Foitek décroche un baquet en Formule 1, dans l'écurie Eurobrun Racing de son compatriote suisse-allemand Walter Brun. Brun avait toujours promis un volant en Formule 1 à un de ses compatriotes qui le mériterait. S'il réussit à préqualifier l'Eurobrun 188 au Grand Prix du Brésil, la saison 1989 n'est qu'une suite de désillusions pour Foitek, la Eurobrun ER188B étant une catastrophe et la Eurobrun ER189, bien que plus fine et plus légère, ne valant pas mieux. Foitek se met alors en quête d'un nouveau volant pour terminer la saison et prend des contacts avec Rial, l'équipe allemande de Gunther Schmid qui n'a pas à disputer les préqualifications. Schmid limoge Christian Danner et engage Foitek (il venait également de limoger Volker Weidler pour embaucher Pierre-Henri Raphanel). Quitter Eurobrun pour Rial n'est pas la meilleure décision qu'ait pris Foitek, l'équipe de Schmid n'étant pas mieux structurée que celle de Brun. Dès le Grand Prix d'Espagne, la Rial perd son aileron en plein appui et Foitek se fracasse dans la grande courbe qui suit les stands : sa saison est terminée.
À la suite de son accident, Foitek se repose en Suisse et réussit pour 1990 à réunir un budget pour décrocher un baquet chez Brabham, rachetée par son compatriote Joachim Luhti. Peu avant le début de la saison, Luhti, soupçonné de malversations financières se sépare de l'écurie. Les repreneurs choisissent de conserver les pilotes et Gregor peut ainsi participer à ses deux premiers Grands Prix qui se soldent par deux abandons. Rapidement le torchon brûle entre Brabham et Foitek. Il est alors engagé par Onyx pour remplacer Stefan Johansson à partir d'Imola. Onyx vient en effet d'être racheté par un consortium suisse comprenant notamment Peter Monteverdi et Karl Foitek. Foitek parvient à disputer quelques courses (Imola, Monaco, Canada, Mexique, Allemagne) mais la situation n'est pas très saine chez Onyx où la gestion autocratique de Monteverdi fait fuir le personnel et bride les performances. Onyx est rebaptisée Monteverdi au Grand Prix d'Allemagne. Monteverdi ne dispute que cette unique épreuve car les pilotes, dont Foitek, jugent la monoplace trop dangereuse : les pièces usagées sont remplacées par des pièces plus anciennes, faute de budget. Foitek arrête définitivement la Formule 1 après l'unique Grand Prix de la Monteverdi.
En 1991, Gregor Foitek se tourne vers l'endurance au sein du Kremer Racing. Il participe aux 24 Heures du Mans aux côtés de Tiff Needell et de Tomas Lopez mais est contraint à l'abandon. Il participe aussi aux 1 000 km du Nürburgring dans l'écurie Brun Motorsport mais la Brun C91 copilotée avec Oscar Larrauri ne prend pas le départ de la course à cause de soucis techniques après les qualifications. En 1992, Gregor tente sa chance aux États-Unis en IndyCar, mais est victime de deux abandons lors de ses deux premières courses et comprend qu'il est temps de raccrocher ses gants. Il prend alors la succession de son père dans la gestion des concessions automobiles de prestige en Suisse.

## Carrière
- 1984 : Championnat de Suisse de Tourisme (1er)
- 1985 : Championnat de Suisse de Formule Ford (2e)
- 1986 : Championnat de Suisse de Formule 3 (1er)
- 1986 : Championnat d'Allemagne de Formule 3 (9e, 1 victoire)
- 1987 : Championnat international de Formule 3000
- 1988 : Championnat international de Formule 3000 (7e, 1 victoire)
- 1989 : Formule 1 chez Eurobrun Racing puis Rial Racing
- 1990 : Formule 1 chez Brabham puis Onyx Moneytron puis Monteverdi

## Résultats en championnat du monde de Formule 1
| Saison | Écurie                                                                           | Châssis           | Moteur                          | Pneus            | GP disputés | Points inscrits | Classement |
| ------ | -------------------------------------------------------------------------------- | ----------------- | ------------------------------- | ---------------- | ----------- | --------------- | ---------- |
| 1989   | Eurobrun Racing Rial Racing                                                      | ER188B ER189 ARC2 | Judd V8 Cosworth V8             | Pirelli Goodyear | 0           | 0               | n.c.       |
| 1990   | Motor Racing Developments Moneytron Onyx Formula One Monteverdi Onyx Formula One | BT58 ORE-1B       | Judd V8 Cosworth V8 Cosworth V8 | Pirelli Goodyear | 2 4 1       | 0               | n.c.       |